# Wadym Woroschylow

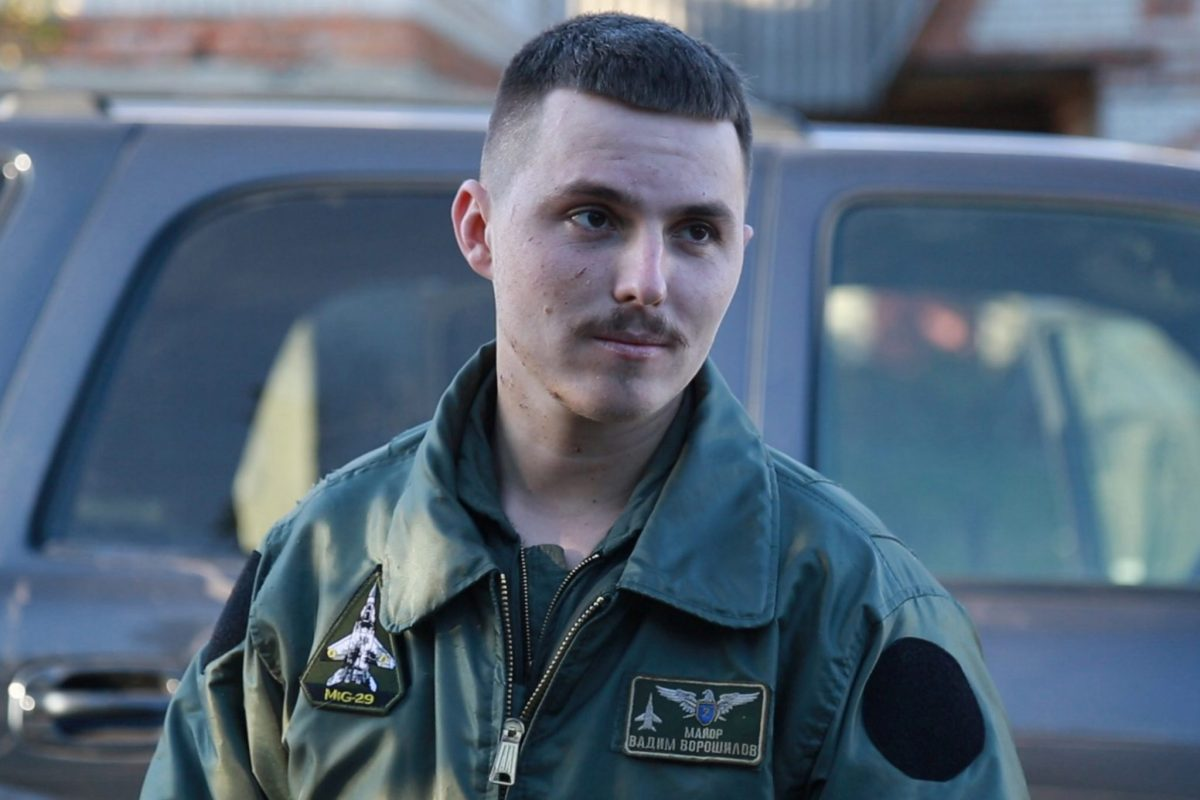
Wadym Woroschylow (2022)

Wadym Oleksandrowytsch Woroschylow (ukrainisch Вадим Олександрович Ворошилов; * 2. Februar 1994) ist ein Kampfpilot der ukrainischen Luftstreitkräfte und Träger des Titels Held der Ukraine. Sein Rufzeichen „Karaya“ wählte er zu Ehren des deutschen Jagdfliegers Erich Hartmann (Spitzname „Karaya 1“), dem erfolgreichsten Jagdflieger der Luftkriegsgeschichte.

## Biografie
2011 schloss Woroschylow das Militärlyzeum in Krementschuk ab. 2015 machte er seinen Abschluss (mit Auszeichnung) an der nationalen Iwan-Koschedub-Universität der Luftstreitkräfte der Ukraine im Fach „Militärische Verwaltung (Luftstreitkräfte)“ und 2016 erwarb er dort einen Masterabschluss im Fach „Management von Fliegereinheiten“ (ebenfalls mit Auszeichnung).
Anschließend diente er in der 204. Taktischen Luftbrigade: zunächst als Pilot (2016–2018), dann als Seniorpilot (2018–2020) und schließlich als Leiter der Flugsicherheit (2020–2021). 2017 wurde er als bester junger Pilot des Südlichen Luftkommandos ausgezeichnet. 2020 wurde er nach Flugwettbewerben als „Bestes Jagdfliegerteam der ukrainischen Luftwaffe“ prämiert. Ende 2021 schied er aus den Streitkräften aus und arbeitete als leitender Luftfahrtspezialist auf einem zivilen Flugplatz.

### Russischer Überfall auf die Ukraine (2022)

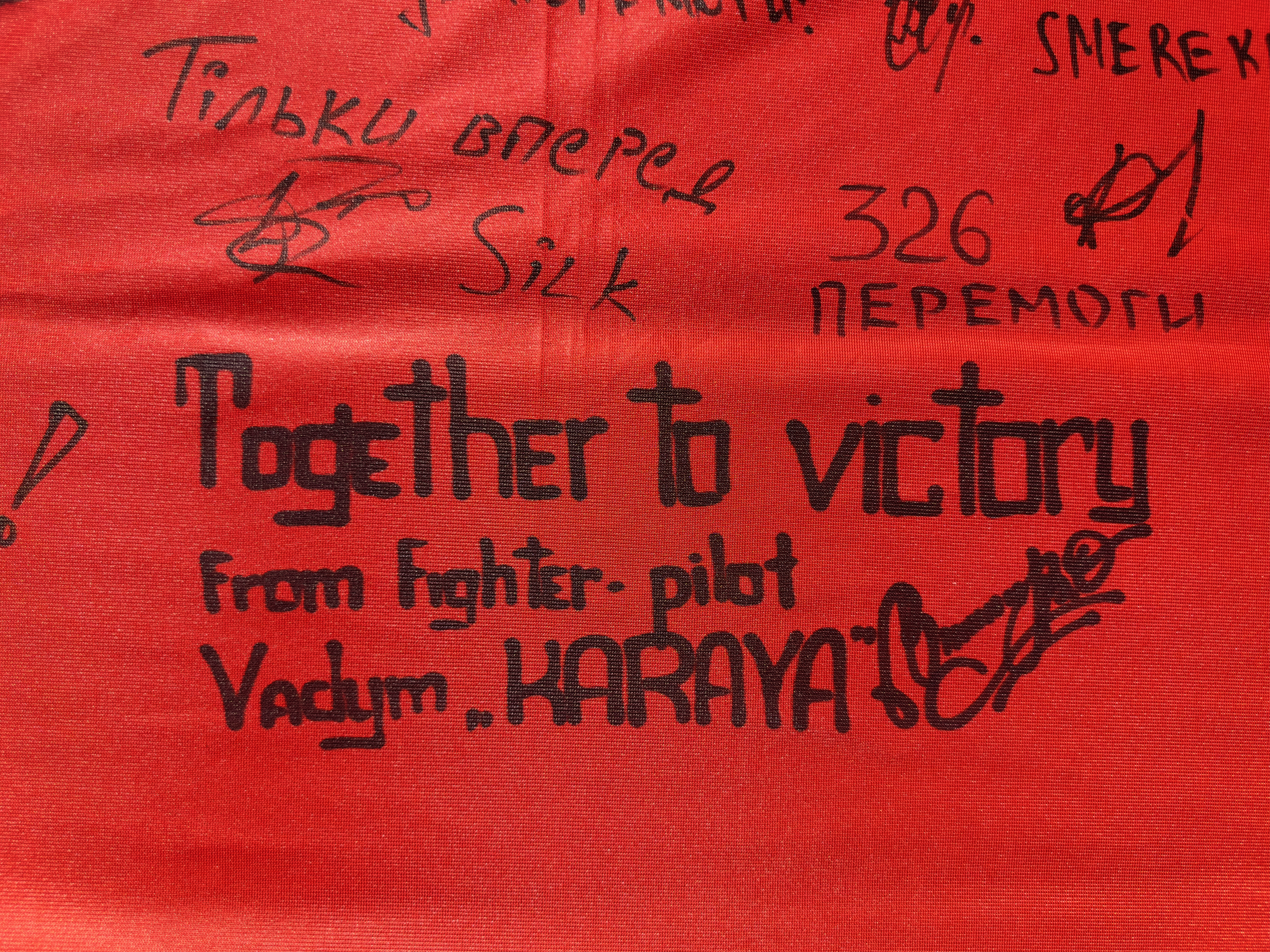
„Gemeinsam zum Sieg“, 7. April 2023

Nach Beginn der russischen Invasion am 24. Februar 2022 nahm Woroschylow den aktiven Dienst wieder auf. Zunächst flog er Einsätze über der Oblast Schytomyr, später über Isjum und im Osten der Ukraine sowie über der Oblast Cherson. 
Am 10. Oktober 2022 schoss er während eines großangelegten russischen Raketenangriffs zwei Marschflugkörper ab.
Am 12. Oktober zerstörte er fünf Shahed-136-Drohnen, drei im Süden der Ukraine und zwei über Winnyzja. Aufgrund von Schäden an seinem MiG-29-Kampfjet musste er sich mit dem Schleudersitz retten. Er konnte die Maschine zuvor von einem Wohngebiet weglenken. Für diese Taten wurde er als Held der Ukraine ausgezeichnet und erhielt den Beinamen „Geist von Winnyzja“.

## Auszeichnungen
- Held der Ukraine (2022)[5]
- Orden für Tapferkeit, III. Klasse (2022)[6]